# Natación en los Juegos Suramericanos de 2014 - Clavados: Plataforma 10m masculino
La prueba de Plataforma 10m masculino en Santiago 2014 se llevó a cabo en el Centro Acuático del Estadio Nacional el día 16 de marzo. Participaron 8 clavadistas.

## Resultados[1]
| #                 | Clavadistas         | Puntaje por salto | Puntaje por salto | Puntaje por salto | Puntaje por salto | Puntaje por salto | Puntaje por salto | Total  |
| #                 | Clavadistas         | 1                 | 2                 | 3                 | 4                 | 5                 | 6                 | Total  |
| ----------------- | ------------------- | ----------------- | ----------------- | ----------------- | ----------------- | ----------------- | ----------------- | ------ |
| Medalla de oro    | Hugo Pellicer       | 81.00             | 86.40             | 80.85             | 90.00             | 76.50             | 75.20             | 489.95 |
| Medalla de plata  | Juan Guillermo Ríos | 75.60             | 85.80             | 75.00             | 73.10             | 57.60             | 69.30             | 436.40 |
| Medalla de bronce | Víctor Hugo Ortega  | 76.50             | 52.80             | 62.40             | 85.80             | 78.20             | 70.40             | 426.10 |
| 4                 | Robert Paez         | 63.55             | 67.20             | 61.50             | 73.60             | 66.30             | 84.15             | 416.30 |
| 5                 | Rui Pinheiros       | 72.00             | 73.60             | 80.85             | 56.10             | 72.00             | 46.40             | 400.95 |
| 6                 | Vladimir Badilla    | 39.90             | 43.20             | 57.00             | 75.20             | 63.80             | 33.30             | 312.40 |
| 7                 | Jonathan Posligua   | 21.00             | 50.75             | 29.40             | 57.50             | 59.45             | 54.00             | 272.10 |
| 8                 | Walter Vera         | 36.00             | 40.60             | 49.30             | 26.60             | 36.80             | 36.40             | 225.70 |